# Ágios Emilianós (Argolide)
Ágios Emilianós (grec moderne : Άγιος Αιμιλιανός) est un village en Grèce, à l’est du Péloponnèse. Cet endroit n'est pas loin de Pórto Chéli.

## Traditions
Émilien est un saint dans l’Église orthodoxe ; la légende raconte qu’en 250 après notre ère, à Carthage, Émilien, se faisant martériser, réussit à se défaire du martyr grâce au feu du seigneur, et qu'il serait plus puissant que les flammes mêmes, raconte saint Cyprien. Aujourd'hui il y a une chapelle qui porte son nom. Chaque année, à Pâques, la chapelle est ouverte et sa visite est permise.

## Ágios Emilianós de nos jours
Aujourd’hui, Ágios Emilianós accueille certains milliardaires dont Mínos Kyriakoú et Mytilineos.